# Пляйс, Яков Андреевич
Я́ков Андре́евич Пляйс (род. 16 февраля 1944, Кустанайская область) — советский и российский учёный, доктор исторических наук (1992), доктор политических наук (2009), профессор, действительный член Академии политической науки.

## Биография
Родился 16 февраля 1944 года в Кустанайской области Казахской ССР.
Окончил факультет международных отношений МГИМО МИД СССР в 1971 году. В 1977 году защитил кандидатскую диссертацию «Критика буржуазных фальсификаций внешнеполитической деятельности КПСС в области сотрудничества с развивающимися странами (1971—1975 годы)».
В 1980—1982 годах — преподаватель в Институте общественных наук при ЦК КПСС и Московском государственном институте коммерции. В 1982—1987 годах работал советником в Демократической республике Афганистан. В 1992 году в Российской академии управления защитил докторскую диссертацию по истории на тему «Возникновение и некоторые аспекты теоретической и организационной деятельности народно-демократической партии Афганистана : Итоги и уроки её исторического пути, 1965—1990 гг.» (официальные оппоненты Г. Г. Косач, Ю. Л. Кузнец, Л. Б. Теплинский).
В 1995—1997 годах — главный учёный секретарь Московского коммерческого института. В 2009 году защитил докторскую диссертацию на тему «Политическая наука в современной России в контексте системной трансформации общества и государства».
В настоящее время — заведующий кафедрой политологии Финансового университета при Правительстве РФ, профессор экономического факультета Российской академии народного хозяйства и государственной службы при Президенте Российской Федерации, заместитель председателя экспертного совета ВАК РФ по политическим наукам, член руководства Российской ассоциации политической науки (РАПН), член двух диссертационных советов при МГУ им. М.В. Ломоносова, член редколлегии журналов «ПОЛИС» (с 1999 года), «Власть» (с 2001 года), «Мир и политика», «Обозреватель — Observer». Участник различных международных конференций по социально-политической, внешнеполитической проблематике.
Общий научно-педагогический стаж Я. А. Пляйса — 30 лет. Он является автором более 300 научных трудов и многочисленных публикаций; один из авторов первого в России учебника для студентов, получающих экономическое образование «Политология».
Награждён орденом «Знак Почета» и орденом Дружбы (2014), а также медалями. Заслуженный профессор Финансового университета (2016).
Женат, имеет сына; увлекается живописью и резьбой по дереву.